# Giuseppe Patriarca
Giuseppe Patriarca (ur. 23 marca 1977 w Sorze) – włoski siatkarz, grający na pozycji przyjmującego. 
30 maja 2010 roku włoską siatkarką Alessandrą Pinese, która występuje na pozycji rozgrywającej.

## Sukcesy klubowe
Superpuchar Europy:
- 1995
- 1996, 1997

Puchar Europy Mistrzów Klubowych:
- 1996

Puchar CEV:
- 1997, 2010

Mistrzostwo Włoch:
- 2010[1]
- 1999, 2011

Mistrzostwo Hiszpanii:
- 2005

Superpuchar Włoch:
- 2010

Puchar Włoch:
- 2011

## Sukcesy reprezentacyjne
Liga Światowa:
- 1997

Igrzyska Śródziemnomorskie:
- 2001